# Wilhelm Irmer
Heinrich Wilhelm Irmer (* 26. März 1803 in Berlin; † 18. Mai 1862 ebenda) war ein deutscher Volksliedsammler.

## Leben
Irmer wurde in Berlin am Königlichen Institut für Kirchenmusik unter Carl Friedrich Zelter bei August Wilhelm Bach, Bernhard Klein und Eduard Grell musikalisch ausgebildet. Später machte er in Bunzlau eine Lehrerausbildung. Er wirkte als Musiklehrer an verschiedenen Berliner Schulen sowie als Chorleiter. Gemeinsam mit Ludwig Erk gab er eine mehrbändige Sammlung deutscher Volkslieder heraus.

## Werke
- (mit Adolf Zeisiger:) Zweistimmige Gesänge für Kinder. Bethge, Berlin 1832.
- (mit Ludwig Erk:) Die Deutschen Volkslieder mit ihren Singweisen. Berlin 1838–45.
- Klänge des Glaubens und der Liebe. Eine Sammlung geistlicher Lieder mit Melodien zur Erbauung in Haus und Schule. Berlin 1843.
- Kleine Gesangschule für Schulen. Bethge, Berlin 1844.
- (mit A. Moritz:) Liederbuch: Eine Sammlung Deutscher Lieder mit ihren Singweisen. Bethge, Berlin 1850.